# Kazerne Leopoldsburg
Kazerne Leopoldsburg is een van de belangrijkste militaire bases van België, te Leopoldsburg. Samen met de kazernes in Hechtel vormt het de Basis Leopoldsburg. In Leopoldsburg is een groot deel van de Belgische troepen gelegerd. De kazerne ligt op het Kamp van Beverlo.

## Eenheden
In Leopoldsburg zijn gestationeerd:

### Opleidingscentrum
- Centrum Basisopleiding en Scholing (CBOS)

### Gevechtscapaciteit
- Infanterie-eenheden:
  - Regiment Bevrijding - 5e linie
  - Regiment Prins Boudewijn 1C/1Gr (Carabiniers-Grenadiers)

### Dienstencapaciteit
- Communicatie- en informatiesysteem (CIS)
  - 10e groep
- Logistieke eenheden directe en algemene steun
  - 18e Bataljon Logistiek
- Trainingscentra - Kampen
  - Kamp van Beverlo

### Capaciteit Vorming - Competentie Land Centrum
- Departement vorming Maneuvertroepen

Samen met de andere bases in Limburg, Kleine-Brogel en Zutendaal, vormt Limburg een groot en belangrijk onderdeel van de hedendaagse defensie.